# Bow Wow (rapper)
Bow Wow (9 tháng 3, 1987) tên thật Shad Gregory Moss là rapper, diễn viên và nhà sản xuất nhạc người Mỹ.

## Tiểu sử
Bow Wow sinh tại Reynoldsburg, Ohio. Vào năm 1993, rapper lừng danh Snoop Dogg đã tình cờ mời Bow wow lên sân khấu biểu diễn, từ đó sự nghiệp ca hát bắt đầu. Lúc đó anh 6 tuổi, cùng với sự giúp đỡ của Snoop Dog, Jermaine Dupri. Ca khúc "Bounce with Me" liên tục giành giải quán quân trong 8 tuần(năm 2000). Khi 13 tuổi, anh đã giành được rất nhiều thành công. Năm 2001 là thành công của album Doggy Bag. 15 tuổi, Bow wow đóng phim "Like Mike".

## Album
- 2000: Beware of Dog
- 2001: Doggy Bag
- 2003: Unleashed
- 2005: Wanted
- 2006: The Price of Fame
- 2007: Face Off (Omarion)

## Đĩa đơn solo
- 2000: "Bounce With Me" (có sự tham gia của Xscape)
- 2000: "Bow Wow (That's My Name)" (có sự tham gia của Snoop Dogg)
- 2001: "Puppy Love" (có sự tham gia của Jagged Edge)
- 2001: "Ghetto Girls"
- 2002: "Thank You" (có sự tham gia của Jagged Edge & Fundisha)
- 2002: "Take Ya Home"
- 2002: "Basketball" (có sự tham gia của Fabolous, Fundisha & Jermaine Dupri)
- 2003: "Let's Get Down" (có sự tham gia của Birdman)
- 2003: "My Baby" (có sự tham gia của Jagged Edge)
- 2005: "Let Me Hold You" (có sự tham gia của Omarion)
- 2005: "Like You" (có sự tham gia của Ciara)
- 2006: "Fresh Azimiz" (có sự tham gia của J-Kwon & Jermaine Dupri)
- 2006: "Shortie Like Mine" (có sự tham gia của Chris Brown)
- 2007: "Outta My System" (có sự tham gia của T-Pain)
- 2007: "I'm a Flirt" (có sự tham gia của R. Kelly)

## Đĩa đơn cộng tác
- 2007: "Girlfriend" (ft Omarion)

## Các bộ phim đã tham gia
1/ The Fast and the Furious: Tokyo Drift (2006)
2/ Roll Bounce (2005)
3/ Johnson Family Vacation (2004)
4/ Like Mike (2002)
5/ All About the Benjamins (2002)
6/ Carmen: A Hip Hopera (2001) (TV)
2/CSI: Cyber